# Daniel Kablan Duncan
Daniel Kablan Duncan (Ouellé, 30 giugno 1943) è un politico ivoriano.
Dal 2017 al 2020 è stato Vicepresidente della Costa d'Avorio.
In precedenza era stato Primo ministro del Paese per due mandati, dal dicembre 1993 al dicembre 1999, e dal novembre 2012 al gennaio 2017.